# St. Nikolaus (Gruiten)

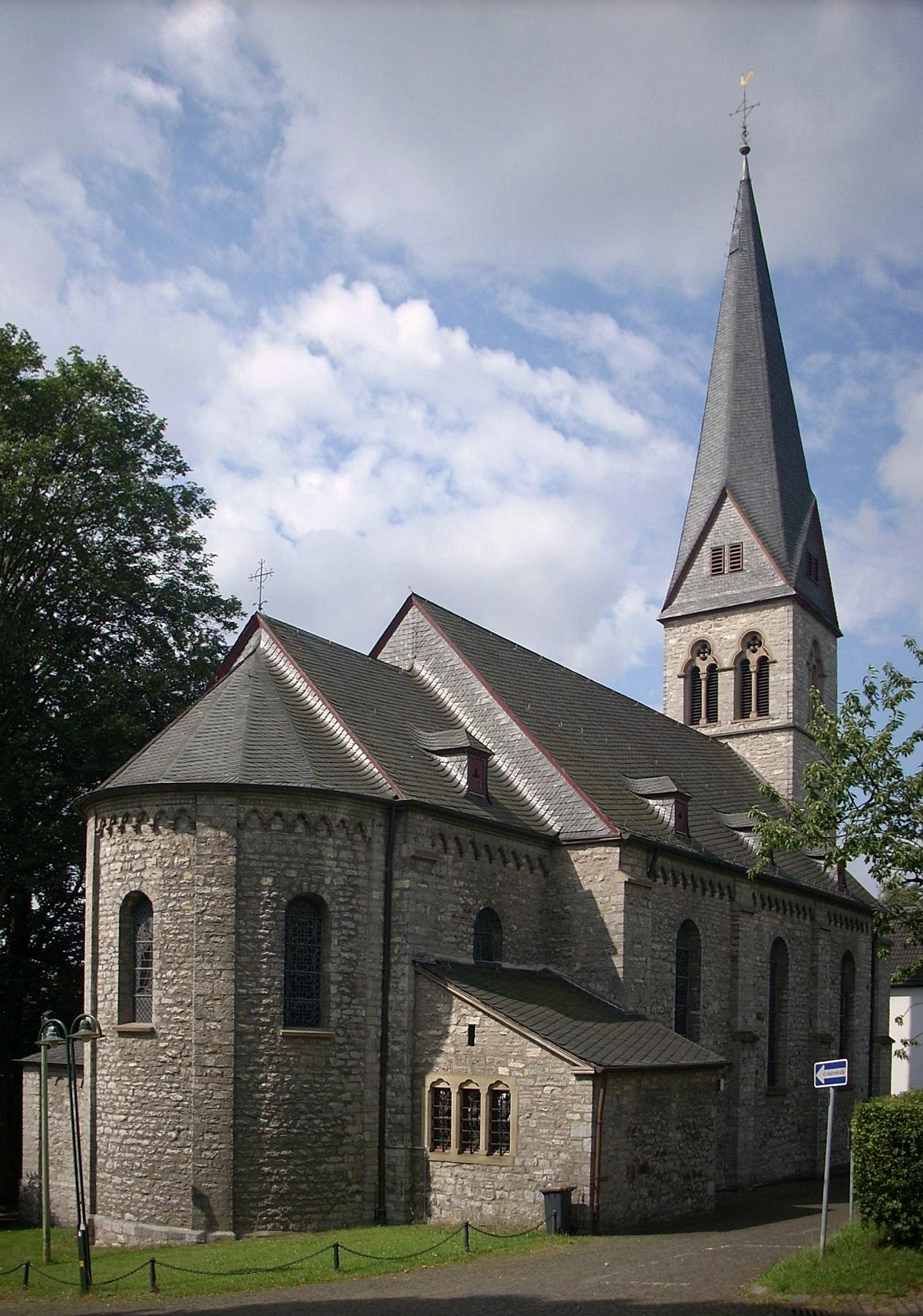
Kirche St. Nikolaus

Die römisch-katholische Kirche St. Nikolaus ist ein denkmalgeschütztes Kirchengebäude am Kirchberg 2 in Gruiten, einem Stadtteil von Haan im Kreis Mettmann (Nordrhein-Westfalen).

## Geschichte und Architektur
Die neuromanische Bruchsteinhalle mit vorgesetztem Westturm und einer Halbkreisapsis wurde von 1877 bis 1879 nach Plänen des Barmer Architekten Gerhard August Fischer als Pfarrkirche errichtet. Heute ist die St.-Nikolaus-Kirche eine Filialkirche der Gemeinde St. Chrysanthus und Daria. Aus der Vorgängerkirche, von der der romanische Turm erhalten ist, wurden die Holzfiguren der Heiligen Nikolaus, Augustinus und Suitbertus übernommen. Die Figur der Muttergottes ist vom Ende des 18. Jahrhunderts, die des Heiligen Josef von 1853.